# Kurt Groenewold
Kurt Groenewold (Hamburg, 3 d'abril de 1937) és un advocat i escriptor alemany.

## Trajectòria
Des de 1965 treballa com a advocat, especialment com a defensa legal en procediments polítics de naturalesa penal. El 1969 va defensar Ernst Schnabel després dels avalots durant l'estrena fallida de l'oratori de Hans Werner Henze Das Floß der Medusa. El 1974 va representar a l'escriptor Erich Fried en un procediment per insults a la policia de Berlín i, el 1984, va defensar a Konrad Kujau, el falsificador dels diaris de Hitler. Els seus clients provenien de l'Oposició Extraparlamentària (APO) i la Fracció de l'Exèrcit Roig (RAF), entre d'altres. Concretament, va ser un dels tres advocats defensors escollits per Andreas Baader durant el judici de Stammheim, juntament amb Klaus Croissant i Hans-Christian Ströbele. Tots tres van ser acusats i condemants per haver establert un sistema de comunicació entre els presos de la RAF mitjançant la retransmissió de circulars cel·lulars. En aquest context, l'any 1975 es va iniciar el procediment penal contra ell i se li va imposar una prohibició professional, que va acabar l'any 1981. El juliol de 1978 va ser condemnat a dos anys de llibertat condicional per donar suport a una organització criminal en un cas especialment greu.
Groenewold va ser cofundador de l'Associació d'Advocats de Defensa Criminal d'Hamburg (1973), l'Associació d'Advocats Republicans (1979) i fundador de la revista Criminal Defense Lawyers (1982). També va ser autor de diverses publicacions sobre temes d'història jurídica. Groenewold va representar a escriptors i artistes en qüestions legals i va ser marmessor dels testaments de l'escriptor Erich Fried, de l'escriptor, crític i professor Hans Mayer i l'actriu Käthe Reichel, entre d'altres. Va ser membre del comitè executiu i president de la Societat Internacional per a la Literatura i la Llengua Erich Fried a Viena, així com membre del comitè executiu de la Societat Hanns Eisler. Groenewold va ser soci de les editorials Europäische Verlagsanstalt, Rotbuch Verlag i Die Hanse Verlg. Juntament amb els seus germans, va ser accionista de l'herència de Friedrich G. Groenewold. El productor de cinema David Groenewold (1973-2019) va ser nebot seu.

## Obres seleccionades
- Pròleg a Edward Peters: Folter. Geschichte der Peinlichen Befragung, Hamburg: Europäische Verlagsanstalt 1991, ISBN 3-434-46195-7
- Contribució a Hanno Loewy, Bettina Winter: NS-„Euthanasie“ vor Gericht. Fritz Bauer und die Grenzen juristischer Bewältigung, Wissenschaftliche Reihe des Fritz Bauer Instituts, 1, Frankfurt/M.: Campus 1996
- Epíleg a Peter O. Chotjewitz: Die Herren des Morgengrauens. Romanfragment, Hamburg: Rotbuch 1997, ISBN 3-880-22201-0
- Contribució de text a Sabine Groenewold (ed.): Mit Lizenz: Geschichte der Europäischen Verlagsanstalt; 1946–1996; Hamburg: Europäische Verlagsanstalt 1996, ISBN 3-434-50095-2
- Angeklagt als Verteidiger Prozesserklärung u. andere Texte, Reihe: Dokumentationen, 1, Hamburg: Attica-Verlag 1978, ISBN 3-882-35004-0
- Contribució Anwaltsverfolgung a Hartmut Wächtler (ed.): Zum Alltag der politischen Strafjustiz in der BRD: Beiträge deutscher Strafverteidiger auf einer Veranstaltung anlässlich des 51. Deutschen Juristentages in Stuttgart am 16.9.1976, Munic: Selbstverlag Hartmut Wächtler 1977
- Herausgeber von Rechtsanwaltsbüro Groenewold, Degenhardt, Reinhard: Politische Justiz: Dokumentation über den Ausweisungsterror an Palästinensern, Hamburg: Verlag Association 1972
- Kurt Groenewold (ed.): Informationen zur Anklage des Generalbundesanwalts gegen Rechtsanwalt Kurt Groenewold als Verteidiger der Gefangenen aus der RAF, Serie: Prozesse gegen die Verteidiger der politischen Gefangenen in der Bundesrepublik Deutschland (BRD), Hamburg: Maldoror 1976
- Publicació a Peter Brokmeier (ed. a Auftr. d. Republikanischen Clubs, Berlin): Kapitalismus und Pressefreiheit am Beispiel Springer, Frankfurt/M.: Europäische Verlagsanstalt 1969
- Klaus Croissant, Kurt Groenewold, et. alt.: Politische Prozesse ohne Verteidigung. Vorwort von Gerhard Mauz, Berlin: Verlag Klaus Wagenbach 1976. Politiske processer uden forsvar, Retssagen mod Baader-Meinhof-gruppen [Røde Armé Fraktion] i Vesttyskland (Rechtssachen mit der Baader-Meinhof-Gruppe [Rote Armee Fraktion] in Westdeutschland). Oversat og kommenteret af Finn Barlby (übersetzt in Dänische und kommentiert von Finn Barlby). Forord ved Carl Madsen (Vorwort von Carl Madsen), København: Tiderne skrifter, 1976
- Epíleg a la situació legal a Leila Moysich, Joachim Wehnelt: Und plötzlich ist es Leben: eine Babyretterin erzählt, Achberg, Köln: Achberger Verlags-Anstalt u. Europa 2004, ISBN 3-434-50577-6
- Über das Organisieren anwaltlicher Interessenvertretung (1970–1980) in Rechtspolitik „mit aufrechtem Gang“, Baden-Baden: Nomos Verlagsgesellschaft, ISBN 3-789-01986-0
- Contribució a William M. Kunstler (1919–1995) : Radical Lawyer und Anwalt der Bürgerrechtsbewegung. A „… kein Grund zu feiern“: 30 Jahre Strafverteidigertag; Berlin: Strafverteidigervereinigungen 2007, S. 187–203
- Kurt Groenewold, Alexander Ignor, Arnd Koch (eds.): Lexikon der Politischen Strafprozesse, seit 2012